# ...No Sun Today
...No Sun Today è il secondo album in studio del gruppo musicale statunitense Grey Daze, pubblicato nel 1997 dalla Grey Daze Publishing.

## Descrizione
L'album si compone di dodici brani, tra cui una reinterpretazione di Anything, Anything dei Dramarama e i rifacimenti di What's in the Eye, Sometimes e Hole, originariamente tratti dall'album di debutto Wake Me. Il disco fu inoltre l'ultima pubblicazione del gruppo prima dello scioglimento avvenuto durante l'anno successivo a causa di varie discordanze tra i vari componenti del gruppo.
Nel gennaio 2023 ...No Sun Today è stato ristampato nuovamente su CD e per la prima anche su LP attraverso una collaborazione con la rivista Revolver.

## Tracce
Testi di Chester Bennington e Sean Dowdell, musiche dei Grey Daze, eccetto dove indicato.
1. B12 – 2:30
2. What's in the Eye – 3:49
3. Drag – 3:55
4. Sickness – 2:46
5. In Time – 4:20
6. Just Like Heroin (A Little Down) – 3:23
7. Sometimes – 3:43
8. Hole – 3:44
9. The Down Syndrome – 4:13
10. Anything, Anything – 3:33 (Dramarama) – originariamente interpretata dai Dramarama
11. Soul Song – 3:26
12. Saturation – 3:43

## Formazione
Gruppo
- Boddy Benish – chitarra
- Chester Bennington – voce
- Mace Beyers – basso
- Sean Dowdell – batteria, cori

Produzione
- Michael Jones – produzione, ingegneria del suono
- Grey Daze – produzione
- Ghery Fimbres – ingegneria del suono
- Kelly Gabler – assistenza tecnica
- Andrew Garber – mastering